# C/1240 B1
C/1240 B1 ist ein Komet, der im Jahr 1240 mit dem bloßen Auge gesehen werden konnte. Er wird aufgrund seiner außergewöhnlichen Helligkeit zu den „Großen Kometen“ gezählt.

## Entdeckung und Sichtbarkeit
Dieser Komet wurde besonders intensiv in Japan beobachtet. Der Chronik Dai Nihon shi aus dem 18. Jahrhundert zufolge wurde am 27. Januar 1240 im Südwesten ein „Besenstern“ entdeckt, wahrscheinlich am Abend dieses Tages. Der Komet war rötlich-weiß und ein Schweif von 3° Länge zeigte nach Südosten. Zwei Tage danach wurde seine Helligkeit mit der von Saturn verglichen und seine Schweiflänge betrug 4°. In den folgenden beiden Tagen konnte der Komet in Japan wegen schlechten Wetters nicht beobachtet werden.
Um die gleiche Zeit erfolgten auch an anderen Orten Entdeckungen des Kometen. Das italienische Chronicon Marchiae Tarvisinae et Lombardiae aus dem 13. Jahrhundert berichtet, dass ein Komet um den 25. Januar im Westen erschien. Aus der ungenauen Angabe lässt sich nicht mit Sicherheit sagen, ob die Beobachtung vor derjenigen in Japan erfolgte. Nach der chinesischen Chronik Sòng Shǐ erfolgte in China eine unabhängige Entdeckung am 31. Januar.
Für den 1. Februar berichten die Japaner weiter, dass der Komet bei Jupiter stand und ungefähr so hell wie Venus war, die „Strahlen“ des Kometen erstreckten sich über eine Länge von 4°. Am folgenden Tag stand der Komet dem Planeten Jupiter „gegenüber“ und war die ganze Nacht zu beobachten. Weitere Beobachtungen erfolgten noch am 5. und 12. Februar, sowie am 13. und 21. Februar, als sein Schweif immer noch schwach sichtbar war.
Nach den chinesischen Chroniken wurde der Komet dort noch am 23. Februar und letztmals am 31. März beobachtet. Wiliams verzeichnet die chinesischen Beobachtungen vom 31. Januar und 23. Februar als unterschiedliche Kometen, hält aber eine Zusammengehörigkeit der Beobachtungen für möglich.
Auch etliche europäische Quellen erwähnen den Kometen, wenn auch mit mehr oder weniger genauen Angaben dazu. Die zeitgenössische Chronik Ryccardi de Sancto Germano notarii Chronica des Richard von San Germano aus Italien verzeichnet nur: „1240. Im Monat Februar […] Ein Komet erschien“, während der englische Text Chronica Majora des Matthäus Paris aus dem 13. Jahrhundert etwas ausführlicher über das Jahr 1240 berichtet:

“De stella quæ dicitur cometa.
Sub ejusdem temporis processu, videlicet per totum mensem Februarii, tempore serotino, apparuit versus occidentem quædam fusca stella emittens radium versus orientem, quam esse cometam multi veraciter asserebant.”

„Über den Stern, der Komet genannt wird.
Zur gleichen Zeit dieses Prozesses, nämlich während des ganzen Monats Februar, im Frühling, erschien im Westen ein gewisser dunkler Stern, der einen Strahl nach Osten aussandte, ein Komet, wie viele aufrichtig behaupteten.“

Der englische Text Annales Prioratus de Wigornia aus dem 14. Jahrhundert bemerkt wiederum nur lapidar: „1240. […] Ein Komet ist im Februar zu sehen.“ Dagegen stammt eine anschauliche Beschreibung von Albertus Magnus, der als Augenzeuge in seinem Buch De Meteoris das Ereignis schildert:

“Ego autem cum multis aliis anno ab incarnatione domini. M. cc. xl. in Saxonia vidi cometem quaſi iuxta polum ſeptemtrionalem, & proiecit radios ſuos inter Orientem & Meridiem, magis dirigendo eos ad Orientem: conſtat, quòd ibi non fuit via alicuius planetæ.”

„Ich selbst habe mit vielen anderen im Jahr AD 1240 in Sachsen einen Kometen gesehen, ganz in der Nähe des Himmelsnordpols, der seine Strahlen warf zwischen den Osten und den Mittag, aber mehr nach dem Osten zu gerichtet. Es ist bekannt, dass dort keiner der Planeten seinen Weg nimmt.“

In einer Kometenschrift aus dem 17. Jahrhundert wird für das Jahr 1240 (in der Schrift steht „An.C. 1340.“, dies ist ein Druckfehler) Albertus Magnus zitiert: „Hab ich in Saxen geſehen ein Kometen bey dem Welt-würbel/er hat ſeine ſtreimen geworffen zwüſchen dem Aufgang der Sonnen und dem Mittag/hat ſie aber viel mehr gegen dem Morgen gewendet.“ Der Komet soll innerhalb 8 Monaten „widerum verlöſchen“ sein. Ähnlich unrealistische Angaben zu einem besonders langen Erscheinen dieses Kometen wurden vielfach kolportiert. In der gleichen Schrift gibt es für das Jahr 1241 noch den Eintrag: „Iſt in Engelland under König Heinrich dem III. ein erſchrockenlicher Komet erſchinnen/in dem Jenner/hat vaſt 30 taglang gewähret.“ Dies ist wohl eine Fehldatierung des Kometen von 1240.
Der Komet erreichte am 2. Februar eine Helligkeit von 0 mag.

## Aberglaube
Der italienische Schreiber Rolandino von Padua berichtet in seiner Cronica in factis et circa facta Marchie Trivixane, dass die Leute in Treviso Ende Januar 1240 im Westen einen Kometen erscheinen sahen. Er fügt hinzu, dass „gesagt wurde, die Markgrafschaft von Este würde in diesem Jahr in andere Hände gelangen, da ein solches Zeichen auf so etwas hindeute“.
Der byzantinische Gelehrte Georgios Akropolites berichtet in seinem Chronikē syngraphē über eine zur Mittagszeit im Sommer stattfindende Sonnenfinsternis, die ein Vorzeichen für den bald darauf erfolgenden Tod der Kaiserin Irene Komnene gewesen sein soll. Es muss sich dabei um die Sonnenfinsternis vom 3. Juni 1239 gehandelt haben. Im gleichen Zusammenhang erwähnt er noch einen Kometen, der ein halbes Jahr vor dem Tod der Kaiserin im Norden erschien und drei Monate lang an verschiedenen Stellen des Himmels beobachtet wurde.
Der italienische Maler Antonio Campi berichtet in seiner Chronik der Stadt Cremona aus dem 16. Jahrhundert:

“MCCXL. […] apparue nel fine di queſto anno vna terribile, e ſpauentoſa Cometa verſo Occidente, il che fú forſe ſegno delle future calamità.”

„1240. […] Am Ende dieses Jahres erschien ein fürchterlicher und erschreckender Komet im Westen, dies war vielleicht ein Vorzeichen der künftigen Unglücke.“

## Umlaufbahn
Für den Kometen konnte im Jahr 1917 von Sinkiti Ogura aus 3 Beobachtungen über 22 Tage nur eine sehr unsichere parabolische Umlaufbahn bestimmt werden, die um rund 75° gegen die Ekliptik geneigt ist. Seine Bahn steht damit steil angestellt zu den Bahnebenen der Planeten. Im sonnennächsten Punkt der Bahn (Perihel), den der Komet um den 21. Januar 1240 durchlaufen hat, befand er sich mit etwa 100 Mio. km Sonnenabstand etwas näher an der Sonne als die Venus. Um den 2. Februar kam er der Erde bis auf etwa 54 Mio. km (0,36 AE) nahe, was der Grund für seine große Helligkeit war. Um den 6. Februar näherte er sich noch der Venus bis auf etwa 27 Mio. km.
Aufgrund der unsicheren Ausgangsdaten kann keine Aussage darüber getroffen werden, ob und gegebenenfalls wann der Komet in das innere Sonnensystem zurückkehren könnte.